# Quattordio
Quattordio (piemontiul: Quatòrdi vagy Catòrdi) település Olaszországban, Piemont régióban, Alessandria megyében. Lakosainak száma 1461 fő (2023. január 1.). Quattordio Castello di Annone, Cerro Tanaro, Felizzano, Masio, Refrancore és Viarigi községekkel határos.

## Népesség
A település lakossága az elmúlt években az alábbi módon változott:
| Lakosok száma | 1639 | 1624 | 1461 |
|               | 2017 | 2018 | 2023 |